# Seceani, Timiș
Seceani este un sat în comuna Orțișoara din județul Timiș, Banat, România.

## Localizare
Se situează la aproximativ 35 km nord de municipiul Timișoara, la limita de nord dintre județe Timiș și Arad, la jumătatea distanței dintre Timișoara și Arad. La Seceani se ajunge de pe drumul național DN69, prin Orțișoara. Se învecinează la est cu Fibiș, la sud cu Murani, la vest cu Orțișoara iar la nord-vest cu Vinga.
În anul 2011 a fost deschisă autostrada Timișoara - Arad, cu ieșire dedicată către Orțișoara și Seceani.

## Istorie
Pe teritoriul localității au fost descoperite urme din perioada romană, dar Seceaniul de azi datează din Evul Mediu, cel mai probabil fiind menționat pentru prima dată într-un document din 1256[1], cu numele Zechien. În dijmele papale de la 1333-1337 apare numele Secsany. Localitatea s-a format din reunirea mai multor cătune, care apar menționate în documentele medievale: Secianiul Mic, Secianul Mare, Macova și altele. Despre înființarea satului, Nicolae Ilieșu scrie că a existat din secolele XIII-XV, „pe un loc defrișat de valahi”.[2]
La 1582 se menționează că aici locuiau și câțiva sârbi, dar aceștia fie au plecat, fie în parte s-au românizat. Acest lucru se cunoaște și din faptul că numele satului a fost sârbizat: Mali Szecsan (Secianul Mare) și Veli Szecsan (Secianiul Mic).
În perioada interbelică făcea parte din plasa Vinga, județul Timiș-Torontal.

## Legături externe

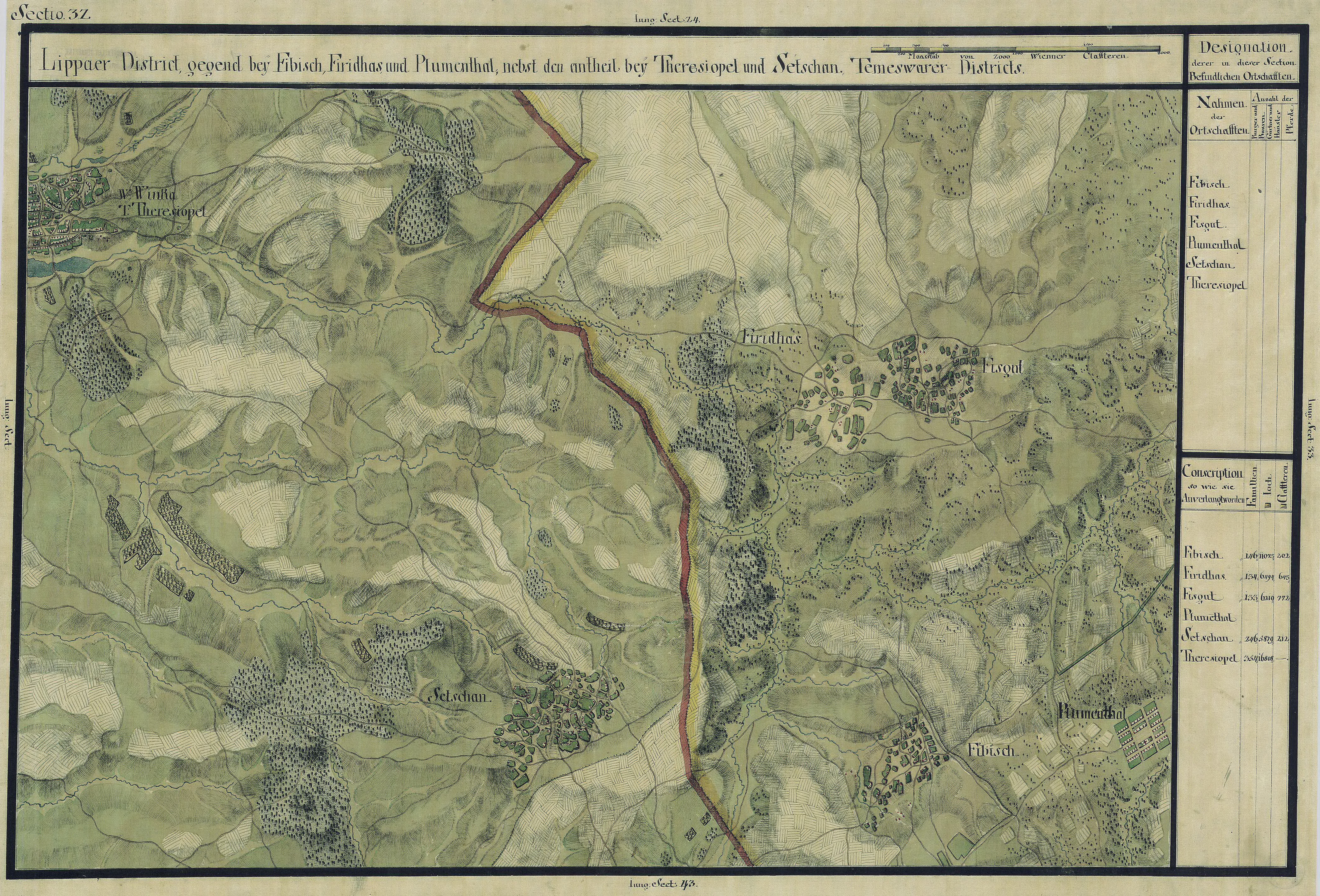
Seceani în Harta Iosefină a Banatului, 1769-72